# Przemysław Wachulak
Przemysław Wojciech Wachulak (ur. 14 października 1979 w Międzyrzecu Podlaskim) – polski wojskowy, generał brygady SZ RP. Profesor nauk technicznych, specjalista w zakresie generacji i zastosowania promieniowania z zakresu skrajnego nadfioletu (EUV) i miękkiego promieniowania rentgenowskiego (SXR), od 2020 rektor–komendant Wojskowej Akademii Technicznej im. Jarosława Dąbrowskiego w Warszawie (WAT).

## Życiorys
Ukończył Technikum Elektroniczne w Międzyrzecu Podlaskim w 1999 roku. Rozpoczął studia w Wojskowej Akademii Technicznej, które ukończył jako prymus w 2004 roku otrzymując dyplom magistra inżyniera w specjalności optoelektronika na Wydziale Elektroniki za pracę pt. „Oscylator parametryczny pompowany wewnątrzrezonatorowo z Q-modulacją”. W 2004 roku ukończył studia podyplomowe na Wydziale Cybernetyki. Tematem studiów było bezpieczeństwo międzynarodowe i integracja europejska.
Po ukończeniu studiów w WAT rozpoczął służbę wojskową w 3 Pułku Drogowo-Mostowym w Chełmnie jako dowódca plutonu. Stanowisko w kompanii remontowej sprzętu inżynieryjnego zajmował do momentu rozpoczęcia studiów doktoranckich w Stanach Zjednoczonych na Uniwersytecie Stanowym w Kolorado w 2005 roku.
W 2008 roku obronił pracę doktorską pt. „Applications of extreme ultraviolet compact lasers to nanopatterning and high resolution holographic imaging” otrzymując stopień naukowy Philosophy Doctor (Ph.D.), który został nostryfikowany na Wydziale Elektroniki i Technik Informacyjnych Politechniki Warszawskiej w 2009 roku. Pracę naukową i służbę wojskową kontynuował w Wojskowej Akademii Technicznej w Instytucie Optoelektroniki od 2009 roku. Zajmowane stanowiska: inżynier, starszy inżynier, asystent, adiunkt, profesor nadzwyczajny, profesor.
Stopień naukowy doktora habilitowanego inżyniera otrzymał w 2013 roku na Wydziale Fizyki Uniwersytetu Warszawskiego za cykl publikacyjny pt. „Obrazowanie w zakresie skrajnego nadfioletu i miękkiego promieniowania rentgenowskiego widma elektromagnetycznego”.
30 lipca 2018 roku Prezydent Rzeczypospolitej Polskiej nadał mu tytuł naukowy profesora nauk technicznych. 1 września 2020 roku decyzją Ministra Obrony Narodowej objął stanowisko Rektora-Komendanta Wojskowej Akademii Technicznej. W 2021 roku ukończył Podyplomowe Studia Polityki Obronnej na Akademii Sztuki Wojennej w Warszawie.
W 2022 roku awansowany do stopnia generała brygady.

## Działalność naukowa
W swojej pracy naukowej i zawodowej, publikacjach i wystąpieniach konferencyjnych podejmuje kwestie związane z tworzeniem innowacyjnych źródeł laserowo-plazmowych i ich zastosowaniami. Źródła te są wykorzystywane do wytwarzania miękkiego promieniowania rentgenowskiego (SXR) i promieniowania z zakresu skrajnego nadfioletu (EUV). Ich zastosowanie zostało zademonstrowane w takich obszarach wiedzy jak spektroskopia, holografia, radiobiologia, mikroskopia, nanoobrazowanie i optyczna koherentna tomografia w zakresie SXR.
Autor ponad 250 recenzowanych artykułów naukowych. Uczestnik ponad 300 krajowych i międzynarodowych konferencji naukowych. Były i aktualny członek towarzystw naukowych, m.in. Amerykańskiego Towarzystwa Chemicznego ACS, SPIE – Society of Photo-Optical Instrumentation Engineers, Komitetu Metrologii i Aparatury Naukowej Polskiej Akademii Nauk, Komitetu Elektroniki i Telekomunikacji PAN, Polskiego Towarzystwa Promieniowania Synchrotronowego PTPS, Akademii Młodych Uczonych PAN. Od roku 2017 pełni funkcję edytora tematycznego w czasopiśmie recenzowanym „Applied Optics” Amerykańskiego Towarzystwa Optycznego (Optical Society of America) OSA.
W trakcie swojej kariery naukowej pełnił funkcję kierownika projektów finansowanych przez Narodowe Centrum Nauki (Sonata, Opus) oraz Narodowe Centrum Badań i Rozwoju, w ramach programu LIDER oraz brał udział jako wykonawca w projektach o zasięgu krajowym, zagranicznym i międzynarodowym (Laserlab Europe, Szafir, Beethoven, European Union FP7 Erasmus Mundus Joint Doctorate Program EXTATIC, Defense Threat Reduction Agency Program DTRA, program NER – National Science Fundation – USA). Otrzymał stypendia od Fundacji na rzecz Nauki Polskiej (2009-2011) oraz Ministerstwa Nauki i Szkolnictwa Wyższego (2011-2014).

## Nagrody i wyróżnienia
Został uhonorowany wieloma nagrodami za działalność naukową i wojskową, w tym nagrodą R&D 100 (USA, 2008), srebrnym Medalem za Zasługi dla Obronności Kraju (2014), Medalem Młodego Uczonego (2014), srebrnym Medalem Siły Zbrojne w Służbie Ojczyzny (2018), Medalem Zasłużony Żołnierz Rzeczypospolitej Polskiej (2018), Nagrodą Ministra Obrony Narodowej (w latach 2013 i 2019), Złotym Krzyżem Zasługi (2021) i Medalem Stulecia Odzyskanej Niepodległości (2022).